# Mattia Destro
Mattia Destro (* 20. März 1991 in Ascoli Piceno) ist ein italienischer Fußballspieler, der bei der AC Reggiana unter Vertrag steht.

## Karriere

### Im Verein
Mattia Destro, Sohn des ehemaligen Fußballspielers und -trainers Flavio Destro, begann seine Fußballkarriere in seiner Geburtsstadt bei Ascoli Calcio, bei denen sein Vater als Jugendtrainer tätig war, bevor er 2005 zu Inter Mailand wechselte. Bei Inter lief Destro in verschiedenen Nachwuchsmannschaften auf und gewann einige Titel. So war er auch Teil der Mannschaft, die 2008 das prestigeträchtige Torneo di Viareggio gewann. Destro selbst wurde zum besten Nachwuchsspieler dieses Turniers gekürt.
Bei Inter gehörte Destro auch mehrmals der A-Mannschaft an, kam in dieser aber zu keinem Einsatz. Im Juli 2010 wurde er mit einer Option zum Kauf von Transferanteilen an den CFC Genua ausgeliehen. Dort wurde er zum ersten Mal in der Serie A und in der Coppa Italia eingesetzt. Am 12. September 2010 erzielte er in einem Ligaspiel gegen Chievo Verona seinen ersten Treffer für Genua. Im Anschluss an dieses einjährige Leihgeschäft wurde Destro von Genua verpflichtet und an den AC Siena ausgeliehen. Der Verkauf von Destro an Genua war Teil des Transfergeschäfts um Andrea Ranocchia, den Inter Mailand von Genua verpflichtet hatte.
Bei Siena gelang Destro in der Saison 2011/12 sein Durchbruch: Mit zwölf Ligatreffern war er erfolgreichster Torschütze seiner Mannschaft und einer der erfolgreichsten italienischen Torschützen der Liga. Italiens Nationaltrainer Cesare Prandelli lobte Destro mit den Worten: „Er ist ein moderner Angreifer. Er ist auf dem ganzen Platz zu finden, hört nie auf zu laufen und ist auch sehr torgefährlich.“ Im Anschluss an diese Spielzeit nutzte Siena eine Option, die es dem Verein ermöglichte, die Hälfte der Transferrechte an Destro zu erwerben. Durch seine Leistungen machte der Stürmer aber auch einige der größten Clubs Italiens auf sich aufmerksam. Daraufhin kaufte Genua die Transferanteile an Destro, die von Siena gehalten worden waren, zurück und verlieh den Stürmer Ende Juli 2012 für 11,5 Millionen Euro und die Hälfte der Transferrechte an den Talenten Giammario Piscitella und Valerio Verre für ein Jahr an die AS Rom. Die Römer erhalten außerdem eine Option, den Stürmer ab der Saison 2013/14 für weitere 4,5 Millionen Euro fest zu verpflichten.
Destros erste Saison bei der Roma verlief für ihn jedoch nicht nach Wunsch. So dauerte es bis zum elften Spieltag, dass er seinen ersten Treffer markierte. Außerdem setzte ihn eine Meniskusverletzung für fast zwei Monate außer Gefecht. In 21 Ligaeinsätzen erzielte er lediglich sechs Tore. Erfolgreicher war er in der Coppa Italia: In fünf Spielen erzielte er ebenso viele Treffer und wurde Torschützenkönig in diesem Bewerb, den seine Mannschaft im Finale knapp mit 0:1 gegen Lazio Rom verlor. Im Juni 2013 zog die Roma die Kaufoption für Destro und erwarb die vollen Rechte an dem Stürmer. In seiner zweiten Saison bei der Roma konnte Destro verletzungsbedingt bis zum 15. Spieltag nicht eingesetzt werden. Weitere drei Spiele verpasste er aufgrund eines Faustschlages gegen einen Gegenspieler, für welchen er gesperrt wurde. Dennoch war der Stürmer mit 13 Ligatreffern erfolgreichster Torschütze seines Vereins.
Im Januar 2015 wechselte Destro für ein halbes Jahr auf Leihbasis zum AC Mailand. Nach Ablauf des Leihgeschäfts hatten die Mailänder die Option, eine Kaufoption zu ziehen. Nach 15 Ligaeinsätze (drei Tore) wurde Destro allerdings nicht weiterverpflichtet.
Von 2015 bis 2020 stand Destro fünf Jahre lang für den FC Bologna unter Vertrag. 2020 wurde er im Januar zunächst für die Rückrunde an den CFC Genua verliehen, ehe er im September fest zu Genua wechselte. Von 2022 bis 2024 trug er das Trikot des FC Empoli. Im März 2025 wechselte er zur AC Reggiana.

### In der Nationalmannschaft
Destro lief in seiner Jugend für verschiedene Nachwuchsmannschaften Italiens auf. Sein Debüt in der italienischen U-21-Mannschaft gab er am 7. September 2010 gegen Wales. Bereits in seinem nächsten Spiel, gegen Belarus, konnte er seinen ersten Treffer für Italiens U-21 erzielen. Im Juni 2013 errang Destro mit der von Devis Mangia trainierten Mannschaft bei der Europameisterschaft in Israel den Vizetitel, nachdem man sich im Finale Spanien mit 2:4 geschlagen geben musste.
Der Stürmer stand auch im vorläufigen Kader der italienischen Nationalmannschaft für die Europameisterschaft 2012, wurde dann aber wie acht andere Spieler von Trainer Prandelli aus dem italienischen EM-Kader gestrichen. Sein Debüt in der Squadra Azzurra gab er schließlich am 15. August 2012 in einem Freundschaftsspiel gegen England. Im Zuge der Qualifikation für die Weltmeisterschaft 2014 gelang ihm am 11. September 2012 gegen Malta sein erstes Tor in der italienischen Nationalmannschaft.

## Erfolge
- U-21-Vize-Europameister: 2013
- Torschützenkönig der Coppa Italia: 2012/13